# أليكسيج نيشوفيتش
أليكسيج نيشوفيتش (بالصربية: Алексеј Нешовић) مواليد 14 مارس 1985 في سراييفو، جمهورية يوغوسلافيا الاشتراكية الاتحادية، هو لاعب كرة سلة صربي. بدأ مسيرته الاحترافية في سنة 2002.

## المسيرة الاحترافية
لعب مع ريد ستار من سنة 2002 إلى 2005، ثم لعب مع نيكار ريزن لودفيغسبورغ في الدوري الألماني في موسم 2005–2006، ثم لعب مع زغرب في سنة 2006، ثم لعب مع بالونكيستو فوينلابرادا في الدوري الإسباني في موسم 2007–2008، ثم لعب مع أوليمبياس باتراس في سنة 2008، ثم لعب مع أسكو غدينيا في موسم 2008–2009، ثم لعب مع أوليمبيا في سنة 2009، ثم لعب مع ألياغا بتكيم في سنة 2009.

## روابط خارجية
- أليكسيج نيشوفيتش على موقع الاتحاد الدولي لكرة السلة (الإنجليزية)
- أليكسيج نيشوفيتش على موقع الدوري الأوروبي لكرة السلة (الإنجليزية)
- أليكسيج نيشوفيتش على موقع الدوري الإسباني لكرة السلة (الإسبانية)
- أليكسيج نيشوفيتش على موقع كرة السلة الأوروبية.كوم (الإنجليزية)
- أليكسيج نيشوفيتش على موقع ريلجم (الإنجليزية)
- أليكسيج نيشوفيتش على موقع بروبوليرز (الإنجليزية)
- أليكسيج نيشوفيتش على موقع سبورتس رفرنس (الإنجليزية)